# Beweging voor Democratische Verandering – Tsvangirai
De Beweging voor Democratische Verandering – Tsvangirai (MDC-T) (Engels: Movement for Democratic Change - Tsvangirai) is een politieke partij in Zimbabwe, die in 2005 werd opgericht door Morgan Tsvangirai. De partij was jarenlang de belangrijkste oppositiepartij van het land.

## Geschiedenis
De MDC-T komt voort uit de Beweging voor Democratische Verandering (MDC), een partij die in 1999 werd opgericht om oppositie te voeren tegen het toenmalige bewind van president Robert Mugabe en zijn partij de ZANU-PF. Bij de parlementsverkiezingen van 2000 en de presidentsverkiezingen van 2002 wist de MDC goede resultaten te behalen, ondanks dat deze verkiezingen niet vrij en eerlijk verliepen.
Wegens grote meningsverschillen binnen de partij viel de MDC in 2005 uiteen in twee groeperingen, die beide dezelfde naam bleven dragen: de MDC-T (geleid door Morgan Tsvangirai) en de MDC-M (geleid door Arthur Mutambara en later Welshman Ncube).

### Regeringsdeelname
In 2008 slaagde Tsvangirai erin de eerste ronde van de presidentsverkiezingen te winnen van zittend president Mugabe. De MDC-T werd bovendien de grootste partij in de Nationale Vergadering (het Zimbabwaanse parlement). Deze uitslagen leidden tot grote onrust, waarbij aanhangers van Tsvangirai slachtoffer werden van intimidatie, bruut geweld en moord. Voor de veiligheid van zijn kiezers trok Tsvangirai zich hierop terug als presidentskandidaat, waarna Mugabe alsnog met grote overmacht herkozen werd.
Omdat geen van de partijen bij de parlementsverkiezingen van 2008 een meerderheid had behaald, onderhandelden ZANU-PF en MDC-T met elkaar over de vorming van een regering van nationale eenheid. Door de vijandigheden tussen regering en oppositie verliep de machtsverdeling echter uiterst moeizaam. In februari 2009 trad uiteindelijk de nieuwe regering aan, waarbij Mugabe president bleef en Tsvangirai benoemd werd tot premier. In de praktijk bleek desondanks dat de ZANU-PF, die sinds 1980 alleen aan de macht was geweest, de touwtjes stevig in handen hield.
Bij de frauduleuze verkiezingen van 2013 verloor de MDC-T veel stemmen en ten koste van Tsvangirai bleef Mugabe bovendien president. De MDC-T verdween weer in de oppositie. Binnen de partij werd het leiderschap van Tsvangirai ter discussie gesteld: hem werd verweten autocratisch te handelen en verdeeldheid te zaaien. Dit leidde tot zijn schorsing als partijleider op 26 april 2014.

### Na Tsvangirai
Nadat Tsvangirai in februari 2018 overleed aan kanker, ontstond binnen de MDC-T onenigheid over zijn opvolging. Met de verkiezingen van juli 2018 in zicht maakten vicevoorzitters Thokozani Khuphe en Nelson Chamisa beiden aanspraak op het partijleiderschap. Toen de strijd beslist werd in het voordeel van Chamisa, besloot Khuphe met haar eigen afsplitsing aan de verkiezingen deel te nemen. Zij beschouwde haar groepering echter als de rechtmatige MDC-T en behield de partijnaam.
Inmiddels had de MDC-T van Chamisa een alliantie gevormd met zes andere partijen, waaronder partijen die ook uit de vroegere MDC waren voortgekomen. Deze MDC-Alliantie behaalde 88 zetels bij de parlementsverkiezingen van 2018. Als presidentskandidaat veroverde Chamisa 44% van de stemmen en verloor daarmee van Mugabes opvolger Emmerson Mnangagwa (ZANU-PF) (51%). Na de verkiezingen werd de alliantie voortgezet als een volwaardige politieke partij.
Bij de MDC-T van Thokozani Khuphe, die nog maar één zetel in het parlement behield, werd Douglas Mwonzora in 2020 de nieuwe leider. Met succes wist hij de naam MDC-Alliantie te claimen, waarna Chamisa in januari 2022 een eigen partij oprichtte: de Citizens Coalition for Change (CCC). Bij de verkiezingen van 2023 verloor de MDC-Alliantie van Mwonzora ook haar laatste zetel, terwijl Chamisa zijn status als belangrijkste oppositiekracht behield.